# Forslundagymnasiet

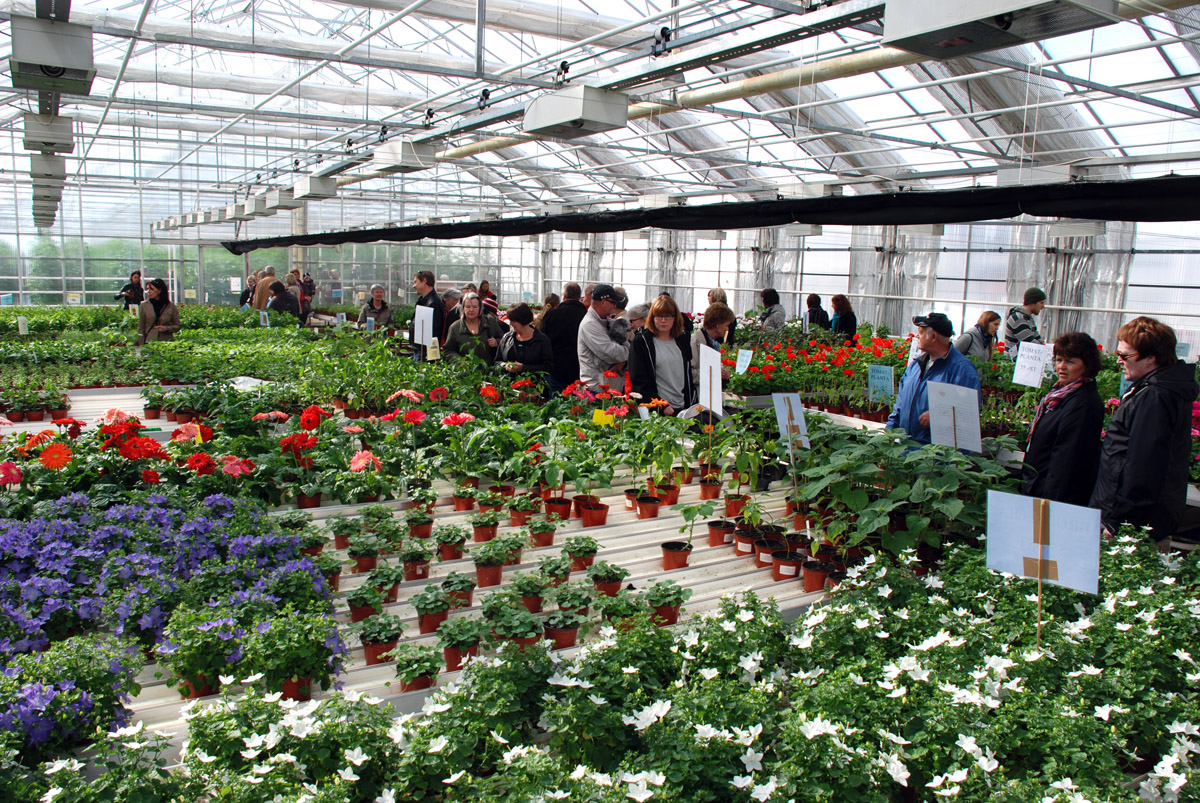
Växthuset på Forslunda under naturbruksdagen.

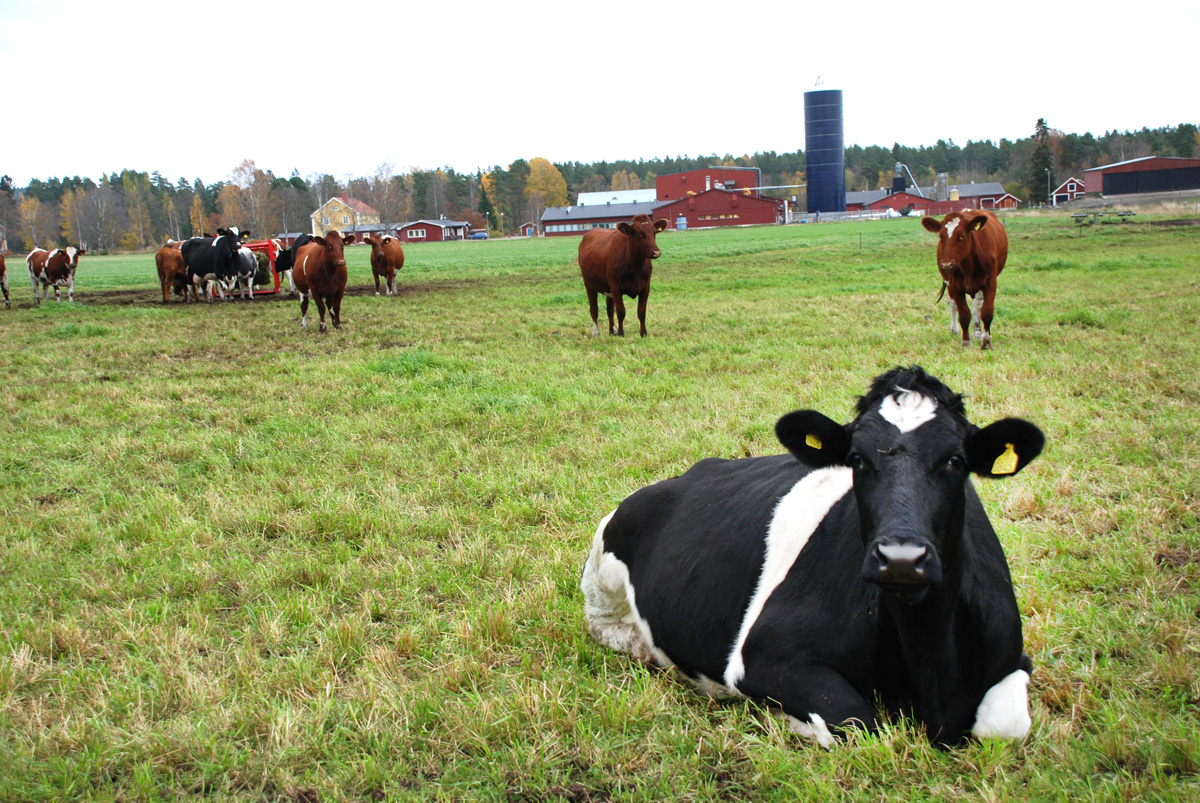
Kor på Forslunda.

Forslundagymnasiet är en kommunal gymnasieskola i Umeå kommun med naturbruksprogrammet (NB) med inriktningarna Hästhållning, Djur (Djurvård, sällskapsdjur/djurparksdjur, hund) och Lantbruk samt inriktning Mark och anläggning inom Bygg- och anläggningsprogrammet. Båda är yrkesprogram och ger grundläggande behörighet till studier på högskola/universitet. Skolan har cirka 200 elever.

## Historia
Forslundagymnasiet har rötter i den lantbruksskola som 1859 startades Yttertavle, ett par mil öst om Umeå, och 1905 flyttades till Brattby, ett par mil väster om staden. I mitten av 1930-talet byggdes en ny lantmannaskola i Gubbänget, på den plats där den nuvarande skolan ligger. Enstaka byggnader från den tiden finns kvar, men huvuddelen av skolan byggdes 1969, med om- och tillbyggnader 1983, 1995 och 2003.
Hushållningssällskapet var huvudman för skolan var fram till 1953, då landstinget tog vid. År 1970 inordnades skolan i den vanliga gymnasieskolan, men först 1995 tog Umeå kommun över verksamheten. 
Från 1939 bedrivs även trädgårdsutbildning vid skolan.Från 1932 till och med slutet av 1960-talet var skolan statlig hingstuppfödningsanstalt för den nordsvenska hästen. 

## Vuxenutbildning
Forslunda erbjuder en 2-årig Yh-utbildning till trädgårdsmästare med inriktning mot ledarskap, skötsel och underhåll av gröna miljöer. Samt även en ettårig Yh-utbildning till ridlärare.
Grundutbildning inom mark och anläggning 40 veckor finns också.

## Övrigt
Forslundagymnasiet har ett jordbruk med 50–60 mjölkkor, 15 suggor och svinproduktion, 10–20 får, ett hönshus samt ett djurhus med nästan 100 olika arter av smådjur, ett mindre undervisningsstall med skolhästar, en hundträningshall, växthus.
Skolans närmsta granne är en av Sveriges största ridanäggningar Hippologum. Stora delar av Forslundas hästutbildning bedrivs på och i nära samarbete med Hippologum. 
Andra aktörer som skolan samarbetar med är Umåker, Umeå universitet, LRF samt många praktikvärdar både i Sverige och utomlands.